# Эштрейту (Олейруш)
Эштрейту (порт. Estreito) — район (фрегезия) в Португалии, входит в округ Каштелу-Бранку. Является составной частью муниципалитета Олейруш. По старому административному делению входил в провинцию Бейра-Байша. Входит в экономико-статистический субрегион Пиньял-Интериор-Сул, который входит в Центральный регион. Население составляет 969 человек на 2001 год. Занимает площадь 68,73 км².
Покровителем района считается Иоанн Креститель (порт. João Baptista).